# Martyna Wiankowska
Martyna Wiankowska (ur. 24 grudnia 1996 w Łowiczu) – polska piłkarka, występująca na pozycji pomocniczki w niemieckim 1. FC Köln oraz reprezentacji Polski.

## Statystyki

### Klubowe
Na podstawie:
| Klub             | Sezonów | Liga       | Liga  | Liga   | Puchar krajowy | Puchar krajowy | Kontynentalne | Kontynentalne | Suma  | Suma   |
| Klub             | Sezonów | Liga       | Mecze | Bramki | Mecze          | Bramki         | Mecze         | Bramki        | Mecze | Bramki |
| ---------------- | ------- | ---------- | ----- | ------ | -------------- | -------------- | ------------- | ------------- | ----- | ------ |
| Czarni Sosnowiec | 4       | Ekstraliga | 41    | 31     | 3              | 3              | 1             | 0             | 45    | 34     |
| Turbine Poczdam  | 1       | Bundesliga | 20    | 3      | 2              | 0              | –             | –             | 22    | 3      |
| 1. FC Köln       | 1       | Bundesliga | 14    | 4      | 2              | 1              | –             | –             | 16    | 5      |
|                  | Łącznie | Łącznie    | 75    | 38     | 7              | 4              | 1             | 0             | 83    | 42     |

### Reprezentacyjne
Na podstawie:
| Gole w reprezentacji | Gole w reprezentacji | Gole w reprezentacji    | Gole w reprezentacji | Gole w reprezentacji | Gole w reprezentacji | Gole w reprezentacji | Gole w reprezentacji    |
| Lp.                  | Data                 | Miasto                  | Przeciwnik           | Wynik                | Gole                 | Inne                 | Rozgrywki               |
| -------------------- | -------------------- | ----------------------- | -------------------- | -------------------- | -------------------- | -------------------- | ----------------------- |
| 1.                   | 01.08.2015           | Balatonfüred            | Białoruś             | 2:2 (k.3:0)          | 42'                  | 56'                  | mecz towarzyski         |
| 2.                   | 07.03.2016           | Larnaka                 | Finlandia            | 1:0 (1:0)            | 22'                  |                      | mecz towarzyski         |
| 3.                   | 28.02.2018           | Kargicak                | Jordania             | 2:0 (0:0)            | 65'                  |                      | mecz towarzyski         |
| 4.                   | 25.11.2021           | Prisztina               | Kosowo               | 2:1 (2:1)            | 34'                  | 56'                  | Eliminacje MŚ 2023      |
| 5.                   | 09.10.2022           | Sanlúcar de Barrameda   | Argentyna            | 2:2 (0:2)            | 54', 82'             |                      | mecz towarzyski         |
| 6.                   | 11.11.2022           | Ostrowiec Świętokrzyski | Rumunia              | 6:0 (3:0)            | 28', 63', 90+3'      |                      | mecz towarzyski         |
| 7.                   | 27.02.2024           | Algeciras               | Szwajcaria           | 1:0 (0:0)            | 75'                  |                      | mecz towarzyski         |
| 8.                   | 4.04.2025            | Gdańsk                  | Rumunia              | 5:1 (1:1)            | 89'                  |                      | Liga Narodów 2025       |
| 9.                   | 12.06.2025           | Lucerna                 | Dania                | 3:2 (2:0)            | 76'                  |                      | Mistrzostwa Europy 2025 |

## Sukcesy
Na podstawie:
Czarni Sosnowiec
- Ekstraliga: 2020/2021[4]
- Puchar Polski: 2020/2021, 2021/2022[5]

Indywidualne
- Królowa strzelców Pucharu Polski: 2019/2020